# Joseph Maximilien Vayson
Pour les articles homonymes, voir Vayson.
Joseph Maximilien Vayson est un homme politique français né le 29 décembre 1787 à Murs (Comtat Venaissin) et mort le 20 janvier 1863 à Abbeville (Somme).

## Biographie
Manufacturier, maire d'Abbeville, il est député de la Somme de 1846 à 1848, siégeant dans la majorité soutenant les ministères de la Monarchie de Juillet.